# Tossal de les Penes
El Tossal de les Penes és una muntanya de 510 metres que es troba al municipi de Ciutadilla, a la comarca catalana de l'Urgell.